# باذنجان عنقودي
الباذنجان العنقودي (الاسم العلمي: Solanum paniculatum
) هو نوع من النباتات العشبية التي تنتمي لعائلة الباذنجانيات وتنتشر زراعته في جميع أنحاء البرازيل. يتميز الباذنجان العنقودي بطعمه المر ويستخدم للعديد من الأغراض الطبية.

## الوصف
ينمو نبات الباذنجان العنقودي على هيئة شجيرة يتراوح ارتفاعها ما بين 1 - 2.5 متر، تكون سيقانها مغطاة بالأشواك التي يصل طولها إلى 9 ملليمتر أحيانا، وتكون ذات أوراق خضراء كبيرة، وأزهار بيضاء صغيرة تتجمع في شكل عناقيد، أما ثمار النبات فتكون صغيرة الحجم برتقالية اللون.

## السمية
على الرغم من شيوع تناول العديد من ثمار نباتات فصيلة الباذنجانيات كطعام كالطماطم والبطاطس، فإن معظم الأنواع النباتية التي تنتمي لهذه العائلة تحتوي أيضًا على قلويدات سامة. وفي حين أن هذه القلويدات يمكن أن تجعل النبات مفيدًا في علاج مجموعة من الحالات الطبية، إلا أنها يمكن أن تسبب أيضًا بعض المشكلات الصحية مثل الغثيان والقيء وسيلان اللعاب والنعاس وآلام البطن والإسهال والوهن والاكتئاب التنفسي، وبالتالي لا ينصح بتناول أي جزء من أجزاء نباتات هذه العائلة ما لم يكن معروفا بالضبط مدى صلاحية استخدام ذلك الجزء للأكل.

## الاستخدامات
يُستخدم نبات الباذنجان العنقودي على نطاق واسع في الطب الشعبي البرازيلي، وقد أدرج رسميا كدواء في دستور الأدوية البرازيلي حيث يُستخدم كعلاج لفقر الدم واضطرابات الكبد والجهاز الهضمي، كما يُستخرج من جذر النبات موادا تدخل ضمن مكونات العديد من الأدوية الحاصلة على براءات اختراع في البرازيل، ويُستخرج من سيقان وجذر النبات عصارة تُستخدم لتحضير مشروب الكاشاسا الكحولي الذي تشتهر به البرازيل، ويشيع استخدامه كمشروب فاتح للشهية أو مشروب مهضم. أما ثمار نبات الباذنجان العنقودي فينتشر تناولها مخللة في المناطق الريفية في البرازيل بعد وضعها في محلول ملحي وخل.